# يوم كورش الكبير
يوم كورش الكبير (بالفارسية: روز کوروش بزرگ) هو يوم عطلة إيرانية غير رسمية تقام في اليوم السابع من آبان، الشهر الثامن من التقويم الهجري الشمسي (29 أكتوبر في التقويم الغريغوري)، لإحياء ذكرى كورش الكبير، مؤسس الإمبراطورية الفارسية الأخمينية القديمة.